# Протока Кица
Кица — левая протока реки Умба. Протекает по территории Терского района Мурманской области России. Впадает в Пончозеро. Длина — 7,7 км.
На протоке множество порогов, основные — Падун и Кица. Левый приток — река Каврельйок. Общий перепад высот — 7,1 м, исток на высоте 52,7 м, устье — 45,6 м. Совместно с основным руслом Умбы, протокой Родвинга, образует остров Порфирьев.

## Данные водного реестра
По данным государственного водного реестра России относится к Баренцево-Беломорскому бассейновому округу, водохозяйственный участок реки — реки бассейна Белого моря от западной границы бассейна реки Йоканга (мыс Святой Нос) до восточной границы бассейна реки Нива, без реки Поной. Речной бассейн реки — бассейны рек Кольского полуострова и Карелии.
Код объекта в государственном водном реестре — 02020000212101000008872.